# La Reine du country
 (août 2024).
La mise en forme du texte ne suit pas les recommandations de Wikipédia : il faut le « wikifier ».
Les points d'amélioration suivants sont les cas les plus fréquents :
- Les titres sont pré-formatés par le logiciel. Ils ne sont ni en capitales, ni en gras.
- Le texte ne doit pas être écrit en capitales (les noms de famille non plus), ni en gras, ni en italique, ni en « petit »…
- Le gras n'est utilisé que pour surligner le titre de l'article dans l'introduction, une seule fois.
- L'italique est rarement utilisé : mots en langue étrangère, titres d'œuvres, noms de bateaux, etc.
- Les citations ne sont pas en italique mais en corps de texte normal. Elles sont entourées par des guillemets français : « et ».
- Les listes à puces sont à éviter, des paragraphes rédigés étant largement préférés. Les tableaux sont à réserver à la présentation de données structurées (résultats, etc.).
- Les appels de note de bas de page (petits chiffres en exposant, introduits par l'outil «  Source ») sont à placer entre la fin de phrase et le point final[comme ça].
- Les liens internes (vers d'autres articles de Wikipédia) sont à choisir avec parcimonie. Créez des liens vers des articles approfondissant le sujet. Les termes génériques sans rapport avec le sujet sont à éviter, ainsi que les répétitions de liens vers un même terme.
- Les liens externes sont à placer uniquement dans une section « Liens externes », à la fin de l'article. Ces liens sont à choisir avec parcimonie suivant les règles définies. Si un lien sert de source à l'article, son insertion dans le texte est à faire par les notes de bas de page.
- La présentation des références doit suivre les conventions bibliographiques. Il est recommandé d'utiliser les modèles {{Ouvrage}}, {{Chapitre}}, {{Article}}, {{Lien web}} et/ou {{Bibliographie}}. Le mode d'édition visuel peut mettre en forme automatiquement les références.
- Insérer une infobox (cadre d'informations à droite) n'est pas obligatoire pour parachever la mise en page.

Pour une aide détaillée, merci de consulter Aide:Wikification.
Si vous pensez que ces points ont été résolus, vous pouvez retirer ce bandeau et améliorer la mise en forme d'un autre article.

La Reine du country (Wild Texas Wind) est un téléfilm américain réalisé par Joan Tewkesbury et diffusé en 1991.

## Synopsis
Thiola Rayfield, connue de ses fans sous le nom de "T", chante dans un groupe de country qui cherche à percer. Le groupe joue d'un bar à un autre. Un jour, "T" rencontre le charmant propriétaire d'un club, Justice et s'éprend de lui. Cependant, elle découvre bientôt que Justice a un côté obscur. Il se met facilement en colère et abuse de la chanteuse. Les membres du groupe tentent de la persuader de quitter Justice et de reprendre la route. Au milieu de ce chaos, un meurtre survient, laissant les autorités avec un trio de suspects et un mystère à résoudre.

## Fiche technique
- Titre original : Wild Texas Wind
- Titre français : La Reine du country
- Réalisation : Joan Tewkesbury
- Scénario : Mark Kiracofe, Dolly Parton et John Carlen
- Musique : Ray Benson et Dolly Parton
- Montage : Michael Gershman
- Production : Richard L. O'Connor, Fred Berner et Robert Chartoff
- Sociétés de production : Sandollar Productions
- Sociétés de distribution : NBC
- Pays d'origine : États-Unis
- Langue originale : Anglais
- Format : couleur - 1,33:1 (4/3 à la télévision) - son Stéréo
- Genre : Drame, Thriller
- Durée : 96 minutes
- Dates de sortie : États-Unis : 23 septembre 1991

## Distribution
- Thiola "T" Rayfield : Dolly Parton
- Justice Hayden Parker : Gary Busey
- Ben Rayson : Ray Benson
- Harlan Parker : Dennis Letts
- Willie Nelson : Willie Nelson
- Juge Bolen : Merrill Connaly
- Jason Patrick : Rodger Boyce
- Billy : Richard Dillard
- Lester : James Harell
- Molly : Devon O'Brien

## Production
Le tournage s'est déroulé à Austin, au Texas. Les scènes de club ont été tournées au sud d'Austin, où des groupes de musique country se produisaient, dans les années 90. 

## Anecdotes liées au téléfilm
L'histoire fut co-écrite par Dolly Parton qui a composé plusieurs chansons originales, pour le téléfilm.
Le groupe du film "The Texas Wheel" s'inspire d'un véritable groupe, Asleep at the Wheel dont le leader, Ray Benson interprète un personnage nommé Ben Rayson.